# Eriosema hasslerianum
Eriosema hasslerianum là một loài thực vật có hoa trong họ Đậu. Loài này được Chodat miêu tả khoa học đầu tiên.